# Égry
« Egry » redirige ici. Pour les autres significations, voir Egry (homonymie).
Égry est une commune française, située dans le département du Loiret en région Centre-Val de Loire.

## Géographie

### Localisation

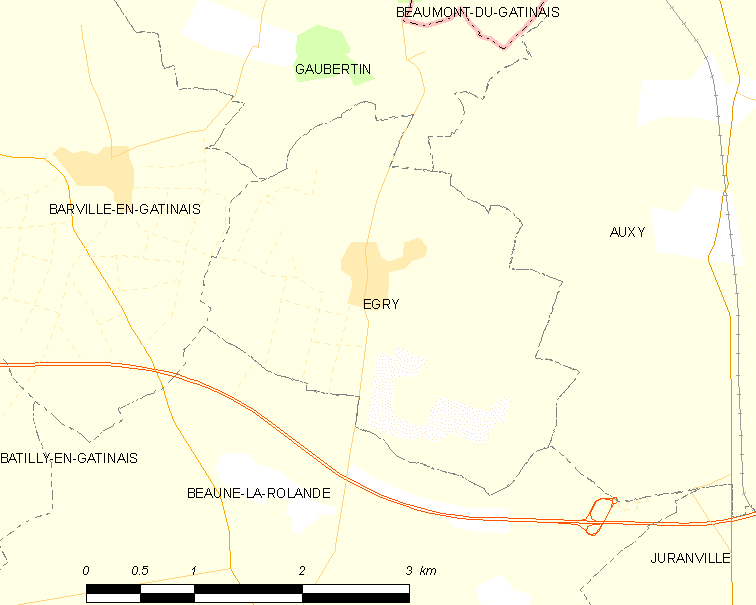
Carte de la commune d'Égry et des communes limitrophes.

La commune d'Égry se trouve dans le quadrant nord-est du département du Loiret, dans la région agricole du Gâtinais riche,.  À vol d'oiseau, elle se situe à 45,2 km  d'Orléans, préfecture du département, à 15,7 km de Pithiviers, sous-préfecture, et à 3,6 km de Beaune-la-Rolande, ancien chef-lieu du canton dont dépendait la commune avant mars 2015. La commune fait partie du bassin de vie de Beaune-la-Rolande.
Les communes les plus proches sont : Gaubertin (2,5 km), Barville-en-Gâtinais (2,8 km), Auxy (3,3 km), Beaune-la-Rolande (3,6 km), Beaumont-du-Gâtinais (4,8 km, en Seine-et-Marne), Batilly-en-Gâtinais (5,3 km), Boësses (5,6 km), Saint-Michel (5,7 km), Boynes (6,1 km) et Bordeaux-en-Gâtinais (6,6 km).
|                      | Gaubertin         | Auxy              |
| Barville-en-Gâtinais | Égry              | Auxy              |
| Beaune-la-Rolande    | Beaune-la-Rolande | Beaune-la-Rolande |

### Géologie et relief

#### Géologie
La commune se situe dans le sud du Bassin parisien, le plus grand des trois bassins sédimentaires français. Cette vaste dépression, occupée dans le passé par des mers peu profondes et des lacs, a été comblée, au fur et à mesure que son socle s’affaissait, par des sables et des argiles, issus de l’érosion des reliefs alentours, ainsi que des calcaires d’origine biologique, formant ainsi une succession de couches géologiques.
Les couches affleurantes sur le territoire communal sont constituées de formations superficielles du Quaternaire et de roches sédimentaires datant du Cénozoïque, l'ère géologique la plus récente sur l'échelle des temps géologiques, débutant il y a 66 millions d'années. La formation la plus ancienne est de la molasse du Gâtinais remontant à l’époque Miocène de la période Néogène. La formation la plus récente est des alluvions récentes des lits mineurs remontant à l’époque Holocène de la période Quaternaire. Le descriptif de ces couches est détaillé dans  la feuille « n°328 - Pithiviers » de la carte géologique au 1/50 000ème du département du Loiret, et sa notice associée.

Carte géologique de la commune.

|  | Fz : | alluvions récentes des lits mineurs, Holocène |

|  | qCM : | colluvions marneuses de versant, Quaternaires |

|  | m1CPi : | calcaire de Pithiviers, Aquitanien |
|  | m1MGa : | molasse du Gâtinais, Aquitanien    |

#### Relief
La superficie cadastrale de la commune publiée par l’Insee, qui sert de références dans toutes les statistiques, est de 7,39 km2,. La superficie géographique, issue de la BD Topo, composante du Référentiel à grande échelle produit par l'IGN, est quant à elle de 7,45 km2. Son relief est relativement plat puisque la dénivelée maximale atteint 20 mètres. L'altitude du territoire varie entre 95 m et 115 m.

### Climat
Pour des articles plus généraux, voir Climat du Centre-Val de Loire et Climat du Loiret.
En 2010, le climat de la commune est de type climat océanique dégradé des plaines du Centre et du Nord, selon une étude du CNRS s'appuyant sur une série de données couvrant la période 1971-2000. En 2020, Météo-France publie une typologie des climats de la France métropolitaine dans laquelle la commune est exposée à un climat océanique altéré et est dans la région climatique Sud-ouest du bassin Parisien, caractérisée par une faible pluviométrie, notamment au printemps (120 à 150 mm) et un hiver froid (3,5 °C).
Pour la période 1971-2000, la température annuelle moyenne est de 10,8 °C, avec une amplitude thermique annuelle de 15,3 °C. Le cumul annuel moyen de précipitations est de 670 mm, avec 10,9 jours de précipitations en janvier et 7,5 jours en juillet. Pour la période 1991-2020, la température moyenne annuelle observée sur la station météorologique de Météo-France la plus proche, sur la commune de Ladon à 13 km à vol d'oiseau, est de 11,7 °C et le cumul annuel moyen de précipitations est de 685,3 mm,. Pour l'avenir, les paramètres climatiques de la commune estimés pour 2050 selon différents scénarios d'émission de gaz à effet de serre sont consultables sur un site dédié publié par Météo-France en novembre 2022.

## Urbanisme

### Typologie
Au 1er janvier 2024, Égry est catégorisée commune rurale à habitat dispersé, selon la nouvelle grille communale de densité à sept niveaux définie par l'Insee en 2022.
Elle est située hors unité urbaine et hors attraction des villes,.

### Occupation des sols
L'occupation des sols de la commune, telle qu'elle ressort de la base de données européenne d’occupation biophysique des sols Corine Land Cover (CLC), est marquée par l'importance des territoires agricoles (96,3 % en 2018), une proportion identique à celle de 1990 (96,3 %). La répartition détaillée en 2018 est la suivante : 
terres arables (89,9 %), zones agricoles hétérogènes (6,4 %), zones urbanisées (3,7 %).
L'évolution de l’occupation des sols de la commune et de ses infrastructures peut être observée sur les différentes représentations cartographiques du territoire : la carte de Cassini (XVIIIe siècle), la carte d'état-major (1820-1866) et les cartes ou photos aériennes de l'IGN pour la période actuelle (1950 à aujourd'hui).

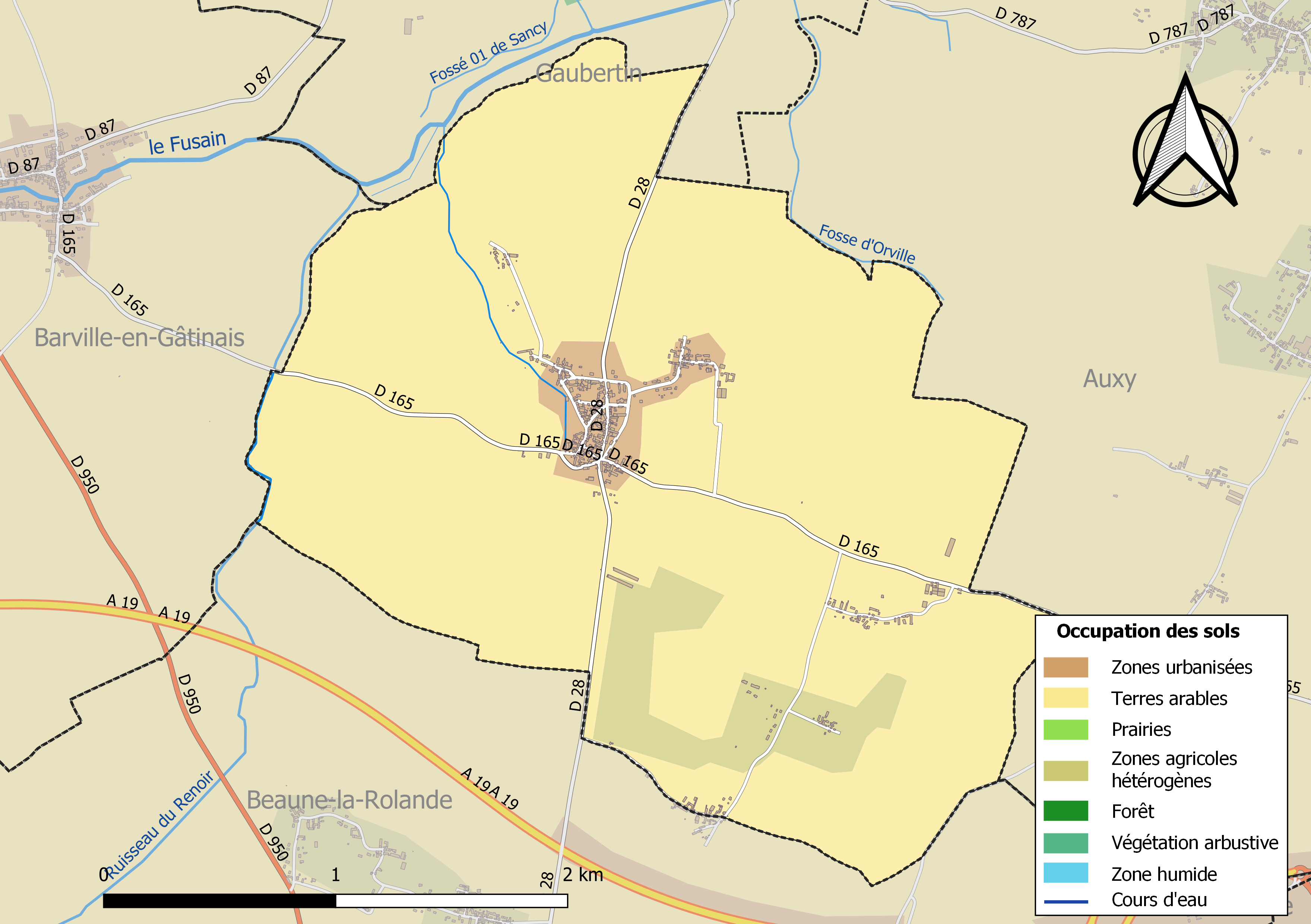
Carte des infrastructures et de l'occupation des sols de la commune en 2018 (CLC).
Carte orthophotographique de la commune en 2016.

### Voies de communication et transports

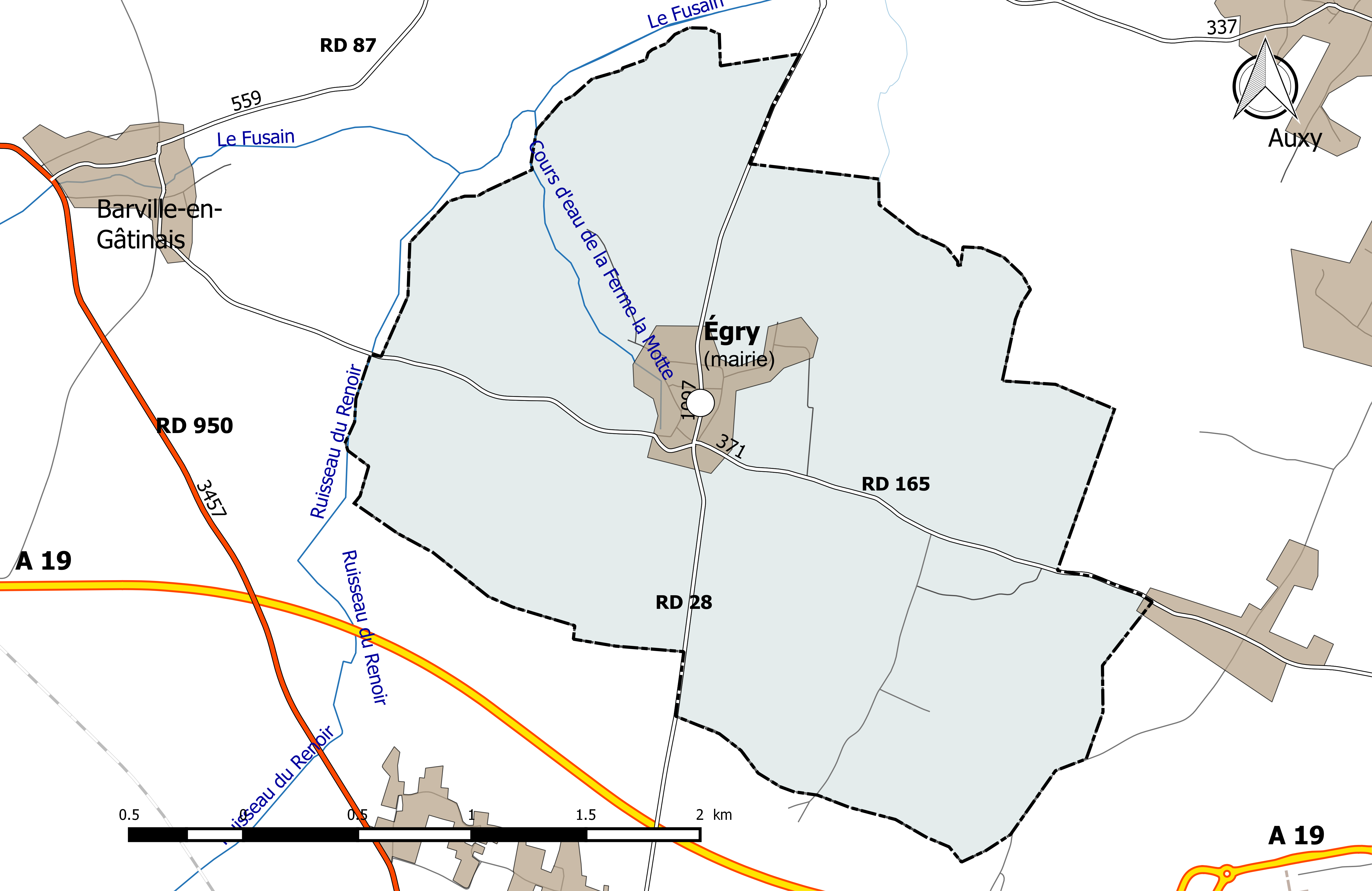
Réseau routier principal de la commune d'Égry (avec indication du trafic routier 2014).

#### Infrastructures routières
La commune est traversée par deux routes départementales : la RD 28 (1 097 véhicules/jour), qui relie Beaune-la-Rolande à Desmonts et la RD 165 (371 véhicules/jour), qui relie Barville-en-Gâtinais à Bordeaux-en-Gâtinais.

#### Transports en commun
Aucune ligne régulière du réseau Ulys, le réseau interurbain de transport par autocar du Conseil départemental du Loiret, ne dessert la commune. Par contre la commune bénéficie du service Ulys Proximité qui emmène les usagers de la commune vers un arrêt desservi par la ligne régulière la plus proche, la ligne 14 qui relie Malesherbes à Montargis.

### Risques naturels et technologiques
La commune d'Égry est vulnérable à différents aléas naturels : climatiques (hiver exceptionnel ou canicule), mouvements de terrains ou sismique (sismicité très faible). 
Entre 1989 et 2019, deux arrêtés ministériels ayant porté reconnaissance de catastrophe naturelle ont été pris pour le territoire de la commune  pour des inondations et coulées de boues.
Le territoire de la commune peut être concerné par un risque d'effondrement de cavités souterraines non connues. Une cartographie départementale de l'inventaire des cavités souterraines et des désordres de surface a été réalisée. Il a été recensé sur la commune plusieurs effondrements de cavités.
Par ailleurs, le sol du territoire communal peut faire l'objet de mouvements de terrain liés à la sécheresse. Le phénomène de retrait-gonflement des argiles est la conséquence d'un changement d'humidité des sols argileux. Les argiles sont capables de fixer l'eau disponible mais aussi de la perdre en se rétractant en cas de sécheresse. Ce phénomène peut provoquer des dégâts très importants sur les constructions (fissures, déformations des ouvertures) pouvant rendre inhabitables certains locaux. Celui-ci a particulièrement affecté le Loiret après la canicule de l'été 2003. Une grande partie du territoire de la commune est soumise à un aléa « moyen » face à ce risque, selon l'échelle définie par le Bureau de recherches géologiques et minières (BRGM).
Depuis le 22 octobre 2010, la France dispose d’un nouveau zonage sismique divisant le territoire national en cinq zones de sismicité croissante. La commune, à l’instar de l’ensemble du département,  est concernée par un risque très faible.

## Politique et administration

### Découpage territorial

#### Bloc communal: Commune et intercommunalités
La paroisse d'Égry acquiert le statut de municipalité avec le  décret du 12 novembre 1789 de l'Assemblée Nationale puis celui de « commune », au sens de l'administration territoriale actuelle, par le décret de la Convention nationale du 10 brumaire an II (31 octobre 1793). Il faut toutefois attendre la loi du 5 avril 1884 sur l'organisation municipale pour qu'un régime juridique uniforme soit défini pour toutes les communes de France, point de départ de l’affirmation progressive des communes face au pouvoir central.
Aucun événement de restructuration majeure du territoire, de type suppression, cession ou réception de territoire, n'a affecté la commune depuis sa création.
La commune est membre de la Communauté de communes du Beaunois depuis sa création le 20 décembre 1995 jusqu'en 2016, un établissement public de coopération intercommunale issu de la transformation du S.I.Vo.M de Beaune-la-Rolande, créé en mai 1959, en communauté de communes. Depuis le 1er janvier 2017, la commune est membre de la Communauté de communes du Pithiverais-Gâtinais, issue de la fusion de la communauté de communes du Beaunois, de la communauté de communes des Terres puiseautines étendue à la commune nouvelle Le Malesherbois.

#### Personnalités élues par circonscription électorale de rattachement
Au-delà du maire, premier magistrat administrant la commune, les personnalités élues dont le mandat est relatif à une collectivité à laquelle est rattachée la commune d'Égry et représentant donc le territoire communal au sein de chacune de ces collectivités  sont les suivantes :
| Élections       | Élections                     | Circonscription électorale                     | Élu de la circonscription        | Élu de la circonscription | Élu de la circonscription | Élu de la circonscription |
| Niveau          | Type                          | Circonscription électorale                     | Titre                            | Nom                       | Début de mandat           | Fin de mandat             |
| --------------- | ----------------------------- | ---------------------------------------------- | -------------------------------- | ------------------------- | ------------------------- | ------------------------- |
| Groupe communal | Municipales et communautaires | Commune d'Égry                                 | Maire                            | Jean-Louis Dujardin       | 2014                      | 2020                      |
| Groupe communal | Municipales et communautaires | Communauté de communes du Pithiverais-Gâtinais | Présidente de l'intercommunalité | Delmira Dauvilliers       | 2017                      | 2020                      |
| Département     | Départementales               | Canton de Malesherbes                          | Conseillère départementale       | Agnès Chantereau          | 29 mars 2015              | 2021                      |
| Département     | Départementales               | Canton de Malesherbes                          | Conseiller départemental         | Michel Guérin             | 29 mars 2015              | 2021                      |
| Région          | Régionales                    | Région Centre-Val de Loire                     | Président du conseil régional    | François Bonneau          | 18 décembre 2015          | 2021                      |
| Pays            | Législatives                  | 5e circonscription                             | Députée                          | Marianne Dubois           | 18 juin 2017              | juin 2022                 |

#### Circonscriptions de rattachement
La loi du 22 décembre 1789 divise le pays en 83 départements découpés chacun en six à neuf districts eux-mêmes découpés en cantons regroupant des communes. Les districts, tout comme les départements, sont le siège d’une administration d’État et constituent à ce titre des circonscriptions administratives. La commune d'Égry est alors incluse dans le canton de Batilly, le district de Boiscommun et le département du Loiret.
La recherche d’un équilibre entre la volonté d’organiser une administration dont les cadres permettent l’exécution et le contrôle des lois d’une part, et la volonté d’accorder une certaine autonomie aux collectivités de base (paroisses, bourgs, villes) d’autre part, s’étale de 1789 à 1838. Les découpages territoriaux évoluent ensuite au gré des réformes visant à décentraliser ou recentraliser l'action de l'État. La régionalisation fonctionnelle des services de l'État (1945-1971) aboutit à la création de régions. L'acte I de la décentralisation de 1982-1983 constitue une étape importante en donnant l'autonomie aux collectivités territoriales, régions, départements et communes. L'acte II intervient en 2003-2006, puis l'acte III en 2012-2015.
Le tableau suivant présente les rattachements, au niveau infra-départemental, de la commune d'Égry aux différentes circonscriptions administratives et électorales ainsi que l'historique de l'évolution de leurs territoires.
| Circonscription             | Nom                | Période   | Type                         | Évolution du découpage territorial |
| --------------------------- | ------------------ | --------- | ---------------------------- | --- |
| District                    | Boiscommun         | 1790-1795 | Administrative               | La commune est rattachée au district de Boiscommun de 1790 à 1795,. La Constitution du 5 fructidor an III, appliquée à partir de vendémiaire an IV (1795) supprime les districts, rouages administratifs liés à la Terreur, mais maintient les cantons qui acquièrent dès lors plus d'importance. |
| Canton                      | Batilly            | 1790-1801 | Administrative et électorale | Le 10 février 1790, la municipalité d'Égry est rattachée au canton de Batilly. Les cantons acquièrent une fonction administrative avec la disparition des districts en 1795. |
| Canton                      | Beaune             | 1801-2015 | Administrative et électorale | Sous le Consulat, un redécoupage territorial visant à réduire le nombre de justices de paix ramène le nombre de cantons dans le Loiret de 59 à 31. Égry est alors rattachée par arrêté du 9 vendémiaire an X (30 septembre 1801) au canton de Beaune,. |
| Canton                      | Malesherbes        | 2015-     | Électorale                   | La loi du 17 mai 2013 et ses décrets d'application publiés en février et mars 2014 introduisent un nouveau découpage territorial pour les élections départementales. La commune est alors rattachée au nouveau canton de Malesherbes. Depuis cette réforme, plus aucun service de l'État n'exerce sa compétence sur un territoire s'appuyant sur le nouveau découpage cantonal. Le canton a disparu en tant que circonscription administrative de l'État ; il est désormais uniquement une circonscription électorale dédiée à l'élection d'un binôme de conseillers départementaux siégeant au conseil départemental. |
| Arrondissement              | Pithiviers         | 1801-1926 | Administrative               | Égry est rattachée à l'arrondissement de Pithiviers par arrêté du 9 vendémiaire an X (30 septembre 1801),. |
| Arrondissement              | Orléans            | 1926-1942 | Administrative               | Sous la Troisième République, en raison d'un endettement considérable et de l'effort nécessaire pour la reconstruction post-Première Guerre mondiale, la France traverse une crise financière. Pour réduire les dépenses de l’État, Raymond Poincaré fait voter plusieurs décrets-lois réformant en profondeur l’administration française : 106 arrondissements sont ainsi supprimés, dont ceux de Gien et de Pithiviers dans le Loiret par décret du 10 septembre 1926. Égry est ainsi transférée de l'arrondissement de Pithiviers à celui d'Orléans,.                                                               |
| Arrondissement              | Pithiviers         | 1942-     | Administrative               | La loi du 1er juin 1942 rétablit l'arrondissement de Pithiviers. Égry est alors à nouveau rattachée à l'arrondissement de Pithiviers. |
| Circonscription législative | 5e circonscription | 2010-     | Électorale                   | Lors du découpage législatif de 1986, le nombre de circonscriptions législatives passe dans le Loiret de 4 à 5. Un nouveau redécoupage intervient en 2010 avec la loi du 23 février 2010. En attribuant un siège de député « par tranche » de 125 000 habitants, le nombre de circonscriptions par département varie désormais de 1 à 21,. Dans le Loiret, le nombre de circonscriptions passe de cinq à six. La réforme n'affecte pas Égry qui reste rattachée à la cinquième circonscription. |

#### Collectivités de rattachement
La commune d'Égry est rattachée au département du Loiret et à la région Centre-Val de Loire, à la fois circonscriptions administratives de l'État et collectivités territoriales.

### Politique et administration municipales

#### Conseil municipal et maire
Depuis les élections municipales de 2014, le conseil municipal  d'Égry, commune de moins de 1 000 habitants, est élu au scrutin majoritaire plurinominal à deux tours, les électeurs pouvant modifier les listes, panacher, ajouter ou supprimer des candidats sans que le vote soit nul,  pour un mandat de six ans renouvelable. Il est composé de 11 membres. L'exécutif communal, est constitué par le maire, élu par le conseil municipal, parmi ses membres, pour un mandat de six ans, c'est-à-dire pour la durée du mandat du conseil.
| Période                                  | Période  | Identité             | Étiquette | Qualité                                                                   |
| ---------------------------------------- | -------- | -------------------- | --------- | ------------------------------------------------------------------------- |
| Les données manquantes sont à compléter. |          |                      |           |                                                                           |
|                                          | 2008     | Noëlle Ladon         |           |                                                                           |
| 2008                                     | mai 2020 | Gérard Roux          |           | Agriculteur exploitant                                                    |
| mai 2020                                 | En cours | Jean-Louis Dujardin, |           | Personne sans activité professionnelle de moins de 60 ans (non retraitée) |

## Équipements et services

### Environnement

#### Gestion des déchets
En  2016, la commune est membre du SITOMAP de la région Pithiviers, créé en 1968. Celui-ci assure la collecte et le traitement des ordures ménagères résiduelles, des emballages ménagers recyclables  et des encombrants en porte à porte et du verre en points d’apport volontaire. Un réseau de huit déchèteries accueille les encombrants et autres déchets spécifiques (déchets verts, déchets dangereux, gravats, ferraille, cartons…). La déchèterie la plus proche de la commune est située sur la commune de Beaune-la-Rolande. L'élimination et la valorisation énergétique des déchets ménagers et de ceux issus de la collecte sélective sont effectuées dans l'outil de traitement appelé BEGEVAL, installé à Pithiviers et géré par le syndicat de traitement Beauce Gâtinais Valorisation (BGV) qui regroupe le territoire des trois syndicats de collecte : SMETOM, SITOMAP et SIRTOMRA. Cet outil est composé d’un centre de valorisation matière qui trie les emballages issus de la collecte sélective, les journaux-magazines et les cartons de déchèteries, et d’un centre de valorisation énergétique qui incinère les ordures ménagères résiduelles et le tout-venant incinérable des déchèteries ainsi que les refus du centre de tri.
Depuis le 1er janvier 2017, la « gestion des déchets ménagers » ne fait plus partie des compétences de la commune mais est une compétence obligatoire de la communauté de communes du Pithiverais-Gâtinais en application de la loi NOTRe du 7 août 2015.

#### Production et distribution d'eau
Le service public d’eau potable est une compétence obligatoire des communes depuis l’adoption de la loi du 30 décembre 2006 sur l’eau et les milieux aquatiques. Au 31 décembre 2016, la production de l'eau potable sur le territoire communal est assurée par le syndicat intercommunal d'alimentation en eau potable d'Egry - Barville - Gaubertin, un syndicat créé en 1930,, et la distribution par  la commune elle-même.
La loi NOTRe du 7 août 2015 prévoit que le transfert des compétences « eau et assainissement » vers les communautés de communes sera obligatoire à compter du 1er janvier 2020. Le transfert d’une compétence entraîne  de  facto la mise à disposition gratuite de plein droit des biens, équipements et services publics utilisés, à la date du transfert, pour l'exercice de ces compétences et la substitution de la communauté dans les droits et obligations des communes,.

#### Assainissement
La compétence assainissement, qui recouvre obligatoirement la collecte, le transport et l’épuration des eaux usées, l’élimination des boues produites, ainsi que le contrôle des raccordements aux réseaux publics de collecte, est assurée  par la commune elle-même.
La commune est raccordée à une station d'épuration située sur le territoire communal, mise en service le 1er novembre 2005 et dont la capacité nominale de traitement est de  400 EH, soit 60 m3/jour. Cet équipement utilise un procédé d'épuration de type filtre à sable,.
L’assainissement non collectif (ANC) désigne les installations individuelles de traitement des eaux domestiques qui ne sont pas desservies par un réseau public de collecte des eaux usées et qui doivent en conséquence traiter elles-mêmes leurs eaux usées avant de les rejeter dans le milieu naturel. Depuis le 1er janvier 2017, la communauté de communes du Pithiverais-Gâtinais, issue de la fusion de la communauté de communes du Beaunois, de la communauté de communes des Terres puiseautines étendue à la commune nouvelle Le Malesherbois, assure le service public d'assainissement non collectif (SPANC). Celui-ci a pour mission de vérifier la bonne exécution des travaux de réalisation et de réhabilitation, ainsi que le bon fonctionnement et l’entretien des installations,.

## Population et société

### Démographie
L'évolution du nombre d'habitants est connue à travers les recensements de la population effectués dans la commune depuis 1793. Pour les communes de moins de 10 000 habitants, une enquête de recensement portant sur toute la population est réalisée tous les cinq ans, les populations de référence des années intermédiaires étant quant à elles estimées par interpolation ou extrapolation. Pour la commune, le premier recensement exhaustif entrant dans le cadre du nouveau dispositif a été réalisé en 2008.

En 2022, la commune comptait 356 habitants, en évolution de −3,26 % par rapport à 2016 (Loiret : +1,89 %, France hors Mayotte : +2,11 %).
| 1793 | 1800 | 1806 | 1821 | 1831 | 1836 | 1841 | 1846 | 1851 |
| ---- | ---- | ---- | ---- | ---- | ---- | ---- | ---- | ---- |
| 626  | 600  | 559  | 552  | 569  | 662  | 675  | 703  | 705  |

| 1856 | 1861 | 1866 | 1872 | 1876 | 1881 | 1886 | 1891 | 1896 |
| ---- | ---- | ---- | ---- | ---- | ---- | ---- | ---- | ---- |
| 706  | 642  | 641  | 595  | 605  | 573  | 579  | 549  | 504  |

| 1901 | 1906 | 1911 | 1921 | 1926 | 1931 | 1936 | 1946 | 1954 |
| ---- | ---- | ---- | ---- | ---- | ---- | ---- | ---- | ---- |
| 508  | 466  | 454  | 376  | 347  | 349  | 327  | 293  | 326  |

| 1962 | 1968 | 1975 | 1982 | 1990 | 1999 | 2006 | 2008 | 2013 |
| ---- | ---- | ---- | ---- | ---- | ---- | ---- | ---- | ---- |
| 284  | 249  | 230  | 214  | 225  | 264  | 309  | 322  | 362  |

| 2018 | 2022 | - | - | - | - | - | - | - |
| ---- | ---- | - | - | - | - | - | - | - |
| 352  | 356  | - | - | - | - | - | - | - |

## Personnalités liées à la commune
- Le roi de France Louis XI (1423-1483) était parfois accueilli dans le château de la Motte d'Esgry, auprès du seigneur d'Égry Jacques Lhuillier, à partir du lundi 28 juillet 1466. Notamment, il y effectua un long séjour en 1480, du samedi 24 juin au mercredi 16 août[88].
- Pierre Charié (1915-1973), député français, y est né[89].
- Jean-Paul Charié (1952-2009), fils de Pierre Charié et député français, y est né[90].

- Le peintre Zao Wou-ki (1920-2013) a habité au château de Gaudigny[91], propriété de Dominique de Villepin depuis 2020.